# Discografia de Harry Styles
A discografia de Harry Styles, um cantor e compositor britânico consiste em três álbuns de estúdio, um extended play (EP), um álbum de vídeo, doze singles, dez videoclipes e um single promocional. Em 7 de abril de 2017, Styles lançou seu primeiro single solo intitulado "Sign of the Times", alcançando o número um no UK Singles Chart. Seu álbum de estreia auto-intitulado foi lançado em 12 de maio de 2017, após o lançamento estreou no número um em vários países, incluindo o Reino Unido, os Estados Unidos e a Austrália.
Em 11 de outubro de 2019, Styles lançou "Lights Up" como o primeiro single do seu segundo álbum Fine Line, que estreou no número dezessete na Billboard Hot 100 e no número três na UK Singles Chart. Em novembro e dezembro de 2019, "Watermelon Sugar" e "Adore You" foram lançados como o single promocional e segundo single do segundo álbum de Styles e atingiram o número quatro e sete no UK Singles Charts, respectivamente. Fine Line foi lançado em 13 de dezembro de 2019, estreando no número um na Billboard 200, marcando o segundo número um de Styles nos Estados Unidos após seu álbum de estreia auto-intitulado, e o primeiro artista masculino britânico a debutar no número um com dois primeiros álbuns.

## Álbuns

### Álbuns de estúdio
| Álbum         | Detalhes do álbum | Melhores posições nas tabelas | Melhores posições nas tabelas | Melhores posições nas tabelas | Melhores posições nas tabelas | Melhores posições nas tabelas | Melhores posições nas tabelas | Melhores posições nas tabelas | Melhores posições nas tabelas | Melhores posições nas tabelas | Melhores posições nas tabelas | Vendas                                | Certificações |
| Álbum         | Detalhes do álbum | UK                            | AUS                           | BEL (FL)                      | CAN                           | EUA                           | IRL                           | ITA                           | NZL                           | SUE                           | SUI                           | Vendas                                | Certificações |
| ------------- | --- | ----------------------------- | ----------------------------- | ----------------------------- | ----------------------------- | ----------------------------- | ----------------------------- | ----------------------------- | ----------------------------- | ----------------------------- | ----------------------------- | ------------------------------------- | --- |
| Harry Styles  | - Lançamento: 12 de maio de 2017 - Gravadora: Erskine, Columbia - Formatos: CD, download digital, streaming, vinil           | 1                             | 1                             | 1                             | 1                             | 1                             | 1                             | 2                             | 2                             | 3                             | 3                             | - : 1,000,000 - : 416.109 - : 386.000 | - BPI: Platina - AFP: Ouro - ARIA: Platina - BEA: Ouro - FIMI: 2× Platina - GLF: Ouro - IFPI SUI: Ouro - MC: Platina - PMB: Platina - RIAA: Platina - RMNZ: Ouro                            |
| Fine Line     | - Lançamento: 13 de dezembro de 2019 - Gravadora: Columbia - Formatos : Cassete, CD, download digital, streaming, vinil      | 2                             | 1                             | 1                             | 1                             | 1                             | 1                             | 7                             | 1                             | 1                             | 6                             | - : 607.520 - : 70.000 - : 1.000.000  | - BPI: 2x Platina - AFP: Platina - ARIA: 2× Platina - BEA: Ouro - FIMI: 2x Platina - GLF: Platina - IFPI SUI: Ouro - MC: 2× Platina - PMB: 3× Platina - RIAA: 3× Platina - RMNZ: 4× Platina |
| Harry's House | - Lançamento: 20 de maio de 2022 - Gravadora: Erskine, Columbia - Formatos : Cassete, CD, download digital, streaming, vinil | 1                             | 1                             | 1                             | 1                             | 1                             | 1                             | 1                             | 1                             | 1                             | 1                             | - : 113.812 - : 330.000               | - BPI: Platina - RMNZ: Ouro |

### Álbuns de vídeo
| Álbum                          | Detalhes do álbum                                                                    |
| ------------------------------ | ------------------------------------------------------------------------------------ |
| Harry Styles: Behind the Album | - Lançamento: 15 de maio de 2017 - Gravadora: Erskine, Columbia - Formato: Streaming |

## Extended plays(EP)
| Título          | Detalhes                                                                                 |
| --------------- | ---------------------------------------------------------------------------------------- |
| Spotify Singles | - Lançamento: 27 de setembro de 2017 - Gravadora: Erskine, Columbia - Formato: Streaming |

## Singles

### Como artista principal
| Ano                                                                            | Canção                         | Melhores posições nas tabelas musicas | Melhores posições nas tabelas musicas | Melhores posições nas tabelas musicas | Melhores posições nas tabelas musicas | Melhores posições nas tabelas musicas | Melhores posições nas tabelas musicas | Melhores posições nas tabelas musicas | Melhores posições nas tabelas musicas | Melhores posições nas tabelas musicas | Melhores posições nas tabelas musicas | Certificações | Álbum         |
| Ano                                                                            | Canção                         | UK                                    | AUS                                   | BEL (FL)                              | CAN                                   | EUA                                   | IRL                                   | ITA                                   | NZL                                   | SUE                                   | SUI                                   | Certificações | Álbum         |
| ------------------------------------------------------------------------------ | ------------------------------ | ------------------------------------- | ------------------------------------- | ------------------------------------- | ------------------------------------- | ------------------------------------- | ------------------------------------- | ------------------------------------- | ------------------------------------- | ------------------------------------- | ------------------------------------- | --- | ------------- |
| 2017                                                                           | "Sign of the Times"            | 1                                     | 1                                     | 8                                     | 6                                     | 4                                     | 6                                     | 9                                     | 6                                     | 15                                    | 4                                     | - BPI: Platina - PMB: Diamante - ARIA: 4× Platina - BEA: Platina - FIMI: 2× Platina - GLF: 2× Platina - IFPI SUI: 2× Platina - MC: 3× Platina - RIAA: 3× Platina - RMNZ: Ouro | Harry Styles  |
| 2017                                                                           | "Two Ghosts"                   | 58                                    | —                                     | —                                     | 91                                    | —                                     | 66                                    | —                                     | —                                     | —                                     | —                                     | - BPI: Prata - PMB: Ouro - ARIA: Ouro - RIAA: Ouro | Harry Styles  |
| 2017                                                                           | "Kiwi"                         | 66                                    | 92                                    | 39                                    | —                                     | —                                     | 72                                    | —                                     | —                                     | —                                     | —                                     | - BPI: Prata - PMB: Ouro - ARIA: Platina - RIAA: Ouro | Harry Styles  |
| 2019                                                                           | "Lights Up"                    | 3                                     | 7                                     | —                                     | 14                                    | 17                                    | 4                                     | 37                                    | 7                                     | 15                                    | 22                                    | - BPI: Ouro - PMB: Diamante - ARIA: Platina - RIAA: Platina - RMNZ: Ouro | Fine Line     |
| 2019                                                                           | "Adore You"                    | 7                                     | 7                                     | 12                                    | 10                                    | 6                                     | 4                                     | 78                                    | 6                                     | 40                                    | 35                                    | - BPI: Platina - PMB: Diamante - ARIA: 2× Platina - BEA: Ouro - FIMI: Ouro - RIAA: 2× Platina - RMNZ: Platina                                                                 | Fine Line     |
| 2020                                                                           | "Falling"                      | 15                                    | 35                                    | —                                     | 55                                    | 62                                    | 22                                    | —                                     | 24                                    | 81                                    | —                                     | - BPI: Platina - PMB: Platina - ARIA: Platina - RIAA: Platina - RMNZ: Ouro | Fine Line     |
| 2020                                                                           | "Watermelon Sugar"             | 4                                     | 5                                     | 2                                     | 3                                     | 1                                     | 2                                     | 24                                    | 4                                     | 9                                     | 6                                     | - BPI: Platina - PMB: 3x Diamante - ARIA: 4× Platina - RIAA: 2× Platina - BEA: Platina - FIMI: Platina - RMNZ: 2× Platina                                                     | Fine Line     |
| 2020                                                                           | "Golden"                       | 27                                    | 39                                    | 46                                    | 58                                    | 74                                    | 27                                    | —                                     | 40                                    | 74                                    | —                                     | - PMB: 2× Platina - ARIA: Ouro - RIAA: Ouro | Fine Line     |
| 2021                                                                           | "Treat People with Kindness"   | —                                     | —                                     | 50                                    | —                                     | —                                     | 73                                    | —                                     | —                                     | —                                     | —                                     | - RIAA: Ouro | Fine Line     |
| 2021                                                                           | "Fine Line"                    | —                                     | 95                                    | —                                     | —                                     | —                                     | —                                     | —                                     | —                                     | —                                     | —                                     | - RIAA: Ouro - PMB: Ouro | Fine Line     |
| 2022                                                                           | "As It Was"                    | 1                                     | 1                                     | 1                                     | 1                                     | 1                                     | 3                                     | 1                                     | 1                                     | 1                                     | 1                                     | - BPI: Ouro - ARIA: Platina - FIMI: Ouro - RIAA: Platina - RMNZ: Platina | Harry's House |
| 2022                                                                           | "Late Night Talking"           | 2                                     | 2                                     | 48                                    | 3                                     | 2                                     | 25                                    | 2                                     | 9                                     | 11                                    | 4                                     | | Harry's House |
| 2022                                                                           | "Music for a Sushi Restaurant" |                                       |                                       |                                       |                                       |                                       |                                       |                                       |                                       |                                       |                                       | | Harry's House |
| 2023                                                                           | "Satellite"                    |                                       |                                       |                                       |                                       |                                       |                                       |                                       |                                       |                                       |                                       | | Harry's House |
| "—" denota canções que não entraram nas paradas ou não foram lançadas no país. |                                |                                       |                                       |                                       |                                       |                                       |                                       |                                       |                                       |                                       |                                       | |               |

### Singlespromocionais
| Ano  | Canção           | Melhores posições nas tabelas musicais | Melhores posições nas tabelas musicais | Melhores posições nas tabelas musicais | Melhores posições nas tabelas musicais | Melhores posições nas tabelas musicais | Melhores posições nas tabelas musicais | Melhores posições nas tabelas musicais | Melhores posições nas tabelas musicais | Certificações                                                          | Álbum        |
| Ano  | Canção           | UK                                     | AUS                                    | CAN                                    | EUA                                    | IRL                                    | ITA                                    | NZL                                    | SUE                                    | Certificações                                                          | Álbum        |
| ---- | ---------------- | -------------------------------------- | -------------------------------------- | -------------------------------------- | -------------------------------------- | -------------------------------------- | -------------------------------------- | -------------------------------------- | -------------------------------------- | ---------------------------------------------------------------------- | ------------ |
| 2017 | "Sweet Creature" | 46                                     | 39                                     | 69                                     | 93                                     | 37                                     | 85                                     | 39                                     | 95                                     | - BPI: Prata - PMB: Platina - ARIA: Platina - MC: Ouro - RIAA: Platina | Harry Styles |

## Outras canções que entraram nas tabelas
| Ano  | Canção                                                                         | Melhores posições nas tabelas musicais | Melhores posições nas tabelas musicais | Melhores posições nas tabelas musicais | Melhores posições nas tabelas musicais | Melhores posições nas tabelas musicais | Melhores posições nas tabelas musicais | Melhores posições nas tabelas musicais | Certificações                         | Álbum         |
| Ano  | Canção                                                                         | UK                                     | AUS                                    | CAN                                    | EUA                                    | IRL                                    | NZL                                    | SUE Heat.                              | Certificações                         | Álbum         |
| ---- | ------------------------------------------------------------------------------ | -------------------------------------- | -------------------------------------- | -------------------------------------- | -------------------------------------- | -------------------------------------- | -------------------------------------- | -------------------------------------- | ------------------------------------- | ------------- |
| 2017 | "Meet Me in the Hallway"                                                       | 64                                     | —                                      | 100                                    | —                                      | 56                                     | —                                      | —                                      | - RIAA: Ouro                          | Harry Styles  |
| 2017 | "Carolina"                                                                     | 51                                     | —                                      | 83                                     | —                                      | 49                                     | —                                      | 8                                      | - RIAA: Ouro                          | Harry Styles  |
| 2017 | "Only Angel"                                                                   | 80                                     | —                                      | —                                      | —                                      | 85                                     | —                                      | 1                                      | - RIAA: Ouro                          | Harry Styles  |
| 2017 | "Ever Since New York"                                                          | 87                                     | —                                      | —                                      | —                                      | 78                                     | —                                      | —                                      | - RIAA: Ouro                          | Harry Styles  |
| 2017 | "Woman"                                                                        | 99                                     | —                                      | —                                      | —                                      | 87                                     | —                                      | —                                      | - RIAA: Ouro                          | Harry Styles  |
| 2017 | "From the Dining Table"                                                        | —                                      | —                                      | —                                      | —                                      | 91                                     | —                                      | —                                      | - BPI: Ouro - ARIA: Ouro - RIAA: Ouro | Harry Styles  |
| 2019 | "Cherry"                                                                       | —                                      | 52                                     | 69                                     | 84                                     | —                                      | —                                      | —                                      | - BPI: Ouro - PMB: Ouro - RIAA: Ouro  | Fine Line     |
| 2019 | "To Be So Lonely"                                                              | —                                      | 69                                     | 88                                     | —                                      | —                                      | —                                      | —                                      | - RIAA: Ouro                          | Fine Line     |
| 2019 | "She"                                                                          | —                                      | 70                                     | 90                                     | 99                                     | —                                      | —                                      | —                                      | - RIAA: Ouro                          | Fine Line     |
| 2019 | "Sunflower, Vol. 6"                                                            | —                                      | 73                                     | 96                                     | —                                      | —                                      | —                                      | —                                      | - RIAA: Ouro                          | Fine Line     |
| 2022 | "Grapejuice"                                                                   | —                                      | 9                                      | 12                                     | 15                                     | —                                      | —                                      | 48                                     |                                       | Harry's House |
| 2022 | "Daylight"                                                                     | —                                      | 8                                      | 10                                     | 13                                     | —                                      | 8                                      | 51                                     |                                       | Harry's House |
| 2022 | "Little Freak"                                                                 | —                                      | 6                                      | 9                                      | 14                                     | —                                      | 9                                      | 38                                     |                                       | Harry's House |
| 2022 | "Matilda"                                                                      | —                                      | 3                                      | 5                                      | 9                                      | 3                                      | 3                                      | 25                                     |                                       | Harry's House |
| 2022 | "Cinema"                                                                       | —                                      | 11                                     | 16                                     | 22                                     | —                                      | —                                      | 61                                     |                                       | Harry's House |
| 2022 | "Daydreaming"                                                                  | —                                      | 12                                     | 21                                     | 24                                     | —                                      | —                                      | 64                                     |                                       | Harry's House |
| 2022 | "Keep Driving"                                                                 | —                                      | 14                                     | 17                                     | 25                                     | —                                      | —                                      | 69                                     |                                       | Harry's House |
| 2022 | "Boyfriends"                                                                   | —                                      | 15                                     | 28                                     | 30                                     | —                                      | —                                      | 44                                     |                                       | Harry's House |
| 2022 | "Love Of My Life"                                                              | —                                      | 13                                     | 22                                     | 29                                     | —                                      | —                                      | 56                                     |                                       | Harry's House |
| 2022 | "—" denota canções que não entraram nas paradas ou não foram lançados no país. |                                        |                                        |                                        |                                        |                                        |                                        |                                        |                                       |               |

## Videoclipes
| Ano  | Título                         | Diretor(es)                    | Ref.   |
| ---- | ------------------------------ | ------------------------------ | ------ |
| 2017 | "Sign of the Times"            | Woodkid                        | [ 67 ] |
| 2017 | "Kiwi"                         | Us (Chris Barett, Luke Taylor) | [ 68 ] |
| 2019 | "Lights Up"                    | Vincent Haycock                | [ 69 ] |
| 2019 | "Adore You"                    | Dave Meyers                    | [ 70 ] |
| 2020 | "Falling"                      | Dave Meyers                    | [ 71 ] |
| 2020 | "Watermelon Sugar"             | Bradley & Pablo                | [ 72 ] |
| 2020 | "Golden"                       | Ben Turner e Gabe Turner       | [ 73 ] |
| 2021 | "Treat People With Kindness"   | Ben Turner e Gabe Turner       |        |
| 2022 | "As It Was"                    | Tanu Muino                     |        |
| 2022 | "Late Night Talking"           | Bradley & Pablo                |        |
| 2022 | "Music For a Sushi Restaurant" | Aube Perrie                    |        |
| 2023 | "Satellite"                    | Aube Perrie                    |        |